# スバFC
スバFC (Suva F.C) は、フィジーのスバに本拠地を置くサッカークラブ。

## 概略
OFCチャンピオンズリーグに出場経験のあるフィジーを代表する強豪クラブ。

## タイトル

### 国内タイトル
- ナショナル・フットボールリーグ : 4回

1996, 1997, 2004, 2020
- インターディストリクト・チャンピオンシップ : 13回

1940, 1945, 1946, 1948, 1951, 1952, 1954, 1956, 1960, 1981, 1983, 2012, 2014

## 歴代所属選手
- リチャード・イワイ 2003-2009